# Domingo del Monte
Domingo María de las Nieves del Monte y Aponte (Maracaibo, 4 de agosto de 1804-Madrid, 4 de noviembre de 1853) fue un crítico y escritor cubano.

## Biografía
Su padre, Leonardo del Monte y Medrano, era nativo de Santo Domingo y fue Oidor de la Real Audiencia de Santiago de Cuba. En 1809, a la edad de cinco años, Domingo fue a Cuba con su familia y se trasladó años después a La Habana donde permaneció la mayor parte de su vida.
Comenzó los estudios en el Real Seminario Conciliar de San Carlos y San Ambrosio, en el que tuvo por maestro al presbítero Félix Varela. Más tarde, en 1820, comenzó a estudiar derecho en la Real y Pontificia Universidad de La Habana. Hablaba cinco idiomas: francés, inglés, italiano, portugués y latín. Entre los años 1826 y 1827 ejerció como abogado en el bufete de Nicolás Manuel de Escobedo.

## Labor literaria
Fue parte del grupo de creadores de la Academia de Literatura Cubana, y director de la Revista Bimestre de la Isla de Cuba (1831-1834), en donde publicó una pequeña parte de su amplia producción literaria. Su epistolario fue publicado por Domingo Figarola-Caneda (publicó los tres primeros tomos) a partir del año 1823, con el nombre de "Centón Epistolario de Domingo del Monte", mientras que los dos tomos restantes sufrieron una prolongación por parte de Joaquín Llaverías Martínez, primer director del Archivo Nacional de Cuba. También fue editor de La Moda o Recreo semanal del bello sexo en 1829 y El puntero literario, en 1830, y miembro de la Sociedad Económica de Amigos del País, siendo secretario de la Sección de Literatura en 1830. Se le atribuye la publicación de unas Rimas americanas (1833) bajo el seudónimo  «Ignacio Herrera Dávila».

## Labor como crítico
Se le conoce como el primer crítico profesional de la isla de Cuba. Creó un famoso sistema de tertulias, en el cual se leía la obra de todos los que participaban, hasta incluso las pruebas de galera. Entonces se realizaban críticas constructivas, con objeto de mejorar la redacción de las obras expuestas. Entre los principales asistentes a estas reuniones se encontraban José Manuel de Cárdenas, José Jacinto Milanés y Juan Francisco Manzano.

## Muerte
Debido a las acusaciones que le fueron impuestas con el motivo de haber participado en la Conspiración de la “Escalera”, abandona Cuba poco después y fallece en la ciudad española de Madrid, el 4 de noviembre de 1853. Pasado un año, sus restos fueron trasladados a La Habana.